# Château de Bolingbroke
Le château de Bolingbroke est un château médiéval anglais, aujourd'hui en ruines, situé dans le Lincolnshire, près du village de Bolingbroke.

## Histoire
Le terrain est fortifié par les Anglo-Saxons au VIe ou VIIe siècle. Au XIIe siècle, les Normands construisent une motte castrale sur une colline voisine.
La structure actuelle est fondée par Ranulph de Blondeville en 1220, peu après son retour de la Cinquième croisade. Ranulph meurt en 1232 sans héritier mâle, et ses titres et terres reviennent à ses sœurs. À la mort d'Henry de Grosmont, en 1361, Bolingbroke revient à son gendre Jean de Gand. Son épouse Blanche de Lancastre, fille d'Henry, est née au château en 1345. Le fils de Jean et Blanche, Henri, y naît également en 1367, d'où le surnom de « Henri (de) Bolingbroke » qu'il porte jusqu'à son accession au trône en 1399.
Aux XIVe et XVe siècles, le château subit d'importantes dégradations, bien que des restaurations aient eu lieu sous la période Tudor. Une enquête menée en 1636 conclut que les tours sont irréparables.
Le château est occupé par une garnison royaliste au début de la Première guerre civile anglaise. En 1643, il est fortement endommagé lors de la bataille de Winceby. Les Parlementaires détruisent une partie du château en 1652 afin de le rendre inutilisable.
La dernière structure majeure du château s'effondre en 1815.